# Scythrops novaehollandiae
Cuco-Tucano (Scythrops novaehollandiae) é uma espécie de ave da família Cuculidae. É a única espécie do género Scythrops.
Pode ser encontrada nos seguintes países: Austrália, Indonésia, Nova Caledónia, Nova Zelândia e Papua-Nova Guiné.
Os seus habitats naturais são: florestas subtropicais ou tropicais húmidas de baixa altitude e florestas de mangal tropicais ou subtropicais.

## Descrição
Além do grande tamanho do cuco-tucano, seu enorme bico pálido e curvado para baixo, plumagem cinza (mais escura nas costas e asas) e cauda longa e barrada tornam difícil confundi-lo com qualquer outra ave. Em voo, a cauda longa e as asas longas dão a ave uma silhueta em forma de crucifixo (em forma de cruz). Os jovens cucos-tuvanos têm plumagem mais manchada de bege, marrom e cinza. Embora não sejam aves noturnas no sentido estrito, os cucos-tucanos são noturnos por cantar a noite toda durante a temporada reprodutiva. 

## Alimentação
Os alimentos favoritos do cuco-de-bico-de-canal são figos e frutas nativas, embora algumas sementes, insetos e até filhotes de aves também sejam levados. As aves pegam figos da árvore com seus bicos enormes.